# Inside The Electric Circus
Az Inside the Electric Circus az amerikai W.A.S.P. harmadik nagylemeze, amely 1986. november 8-án jelent meg, a Capitol Recordsnál. Az albumot Blackie Lawless énekes/ gitáros producerelte. Ez volt az első lemeze a W.A.S.P.-nak, amelyen Lawless nem basszusgitározott az éneklés mellett. Az album a 60. helyre jutott a Billboard listán.[forrás?]

## Az album dalai
- Az összes dal Blackie Lawless szerzeménye, a kivételek külön feltüntetve.

1. "The Big Welcome" – 1:21
2. "Inside the Electric Circus" – 3:33
3. "I Don't Need No Doctor" (Ray Charles dalának feldolgozása) – 3:26
4. "9.5. – N.A.S.T.Y." (Lawless/Holmes) – 4:47
5. "Restless Gypsy" – 4:59
6. "Shoot From the Hip" – 4:38
7. "I'm Alive" – 4:22
8. "Easy Living" (az Uriah Heep dalának feldolgozása) – 3:10
9. "Sweet Cheetah" (Lawless/Holmes) – 5:14
10. "Mantronic" (Lawless/Holmes) – 4:08
11. "King of Sodom and Gomorrah" (Lawless/Holmes) – 3:46
12. "The Rock Rolls On" – 3:50

1998-as újrakiadás bónuszdalai
1. "Flesh and Fire" – 4:37
2. "D.B. Blues" – 3:24

## Közreműködők
- Blackie Lawless – ének, gitár
- Chris Holmes – szólógitár
- Steve Riely – dob
- Johnny Rod – basszusgitár